# ذكورة

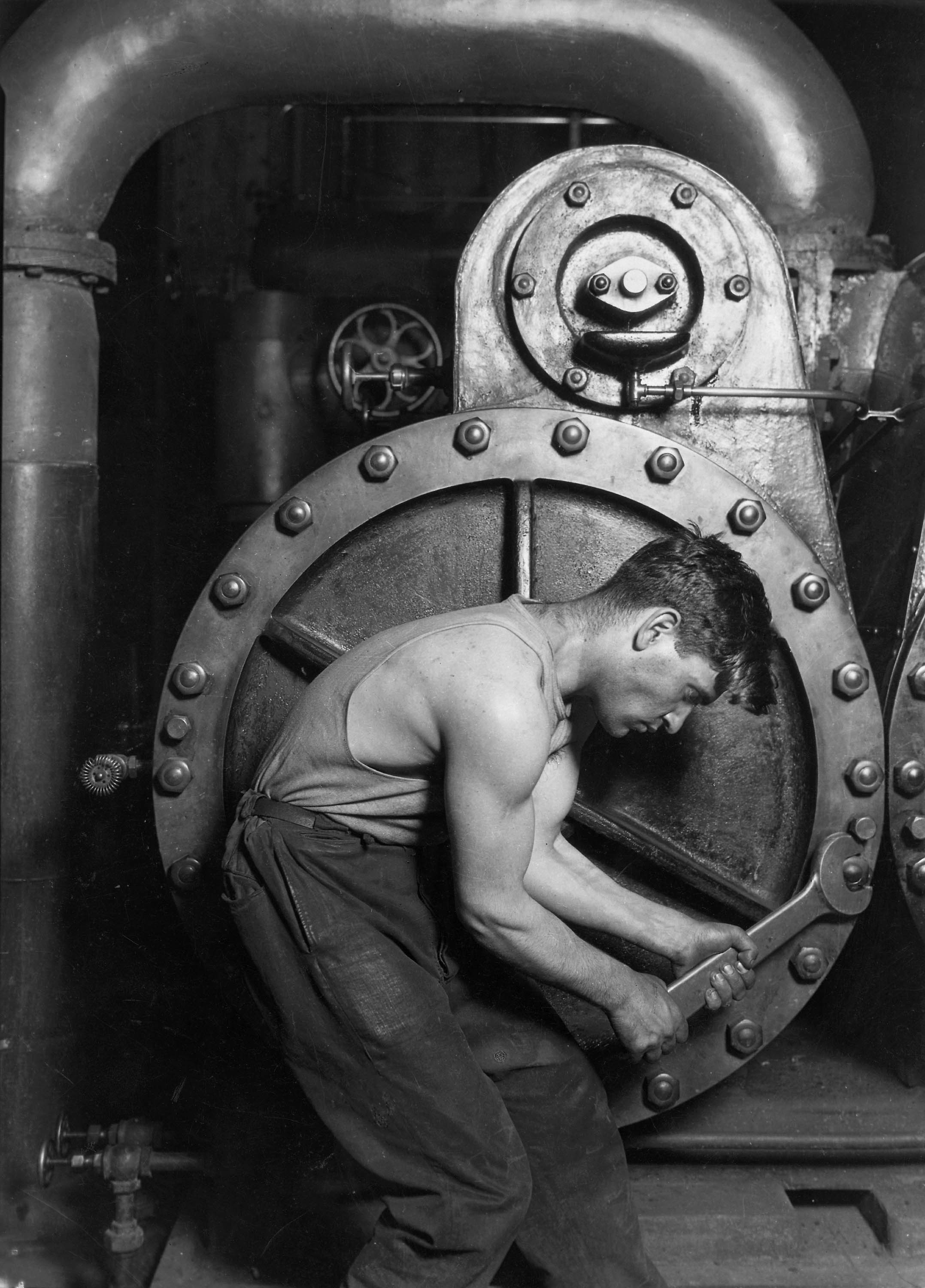
الصناعة والعمل كانت تعتبر الصور النمطية للرجل في النصف الأول من القرن العشرين

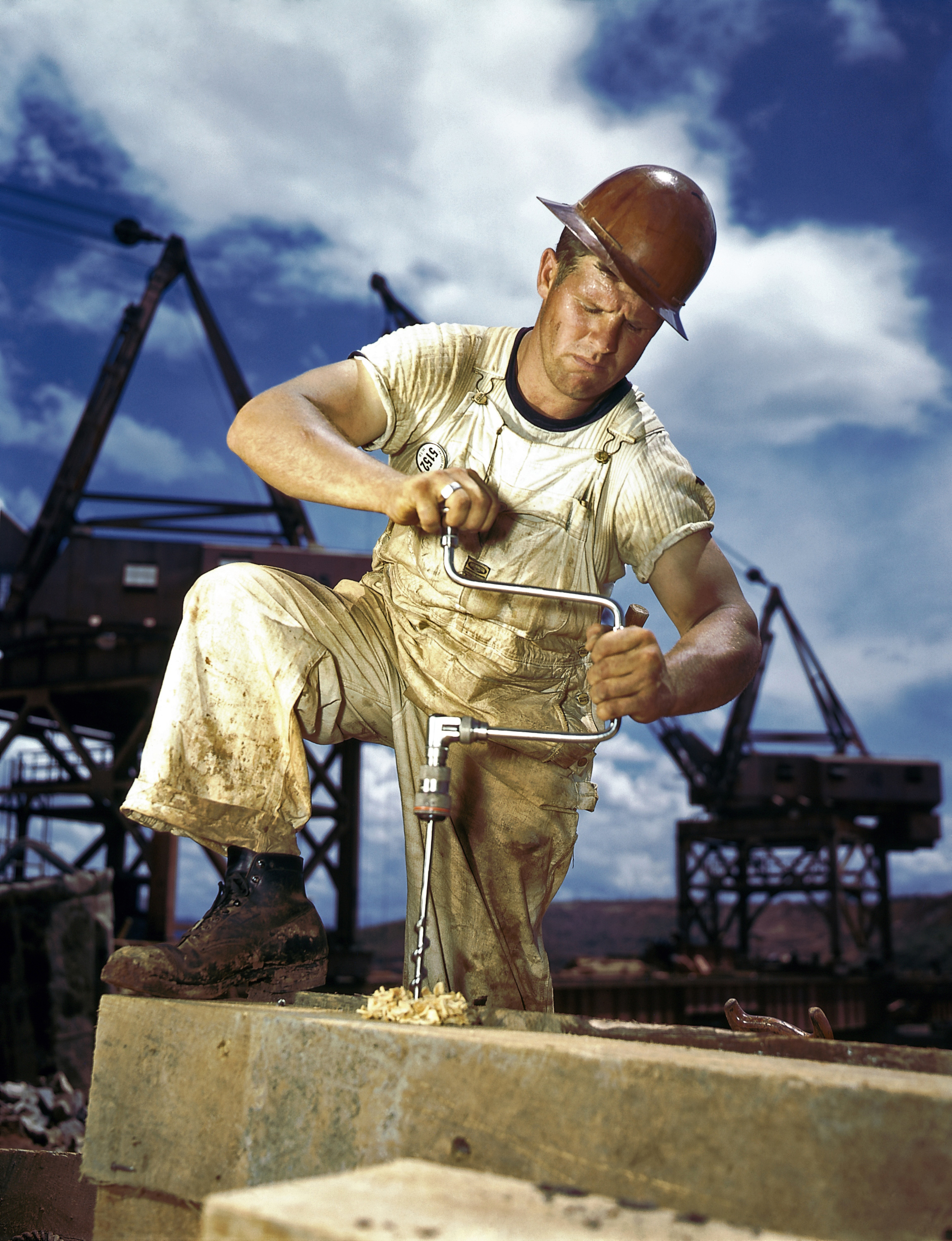
عامل بناء في عام 1942.

ذكورة (أو رجولة)، هي مجموعة من الصفات والسلوكيات والأدوار المرتبطة بالفتيان والرجال. تُعتبر الذكورة عمومًا بنيةً اجتماعيةً، لكن بعض الأبحاث أشارت إلى الطبيعة البيولوجية لبعض السلوكيات الذكورية. تُعتبر مسألة تأثر الذكورة بالعوامل البيولوجية والاجتماعية موضع نقاش. يختلف مفهوم الذكورة عن تعريف الجنس الذكري البيولوجي، فقد تظهر السمات الذكورية لدى الذكور والإناث.
تختلف معايير الرجولة أو الذكورة باختلاف الثقافات والفترات التاريخية. تشمل القائمة التقليدية للسمات الذكورية في المجتمع كل من القوة والشجاعة والاستقلالية والقيادة والاعتداد بالنفس.
تُعتبر الفحولة شكلًا من أشكال الذكورة المرتبطة بالقوة وتجاهل العواقب والتهرب من المسؤولية. تتشابه الرجولية والذكورة عمومًا، لكن يرتبط الاسترجال خصوصًا بالقوة والطاقة والدافع الجنسي الذكوري.

## نبذة عامة
تُعتبر الصفات والأدوار الذكورية نموذجيةً وملائمةً لكل من الفتيان والرجال ومُتوقعةً منهم.
اكتسبت الدراسات الأكاديمية المتمحورة حول الذكورة شعبيةً كبيرةً في أواخر ثمانينيات وأوائل تسعينيات القرن العشرين، إذ ارتفع عدد الدورات المتعلقة بهذا الموضوع في الولايات المتحدة من 30 دورة إلى أكثر من 300 دورة. تسبب هذا الأمر في تزايد الاهتمام في دراسة التقاطعات بين الذكورة ومفاهيم من مجالات أخرى، مثل البنية الاجتماعية للاختلاف الجندري (المفهوم السائد في العديد من النظريات الفلسفية والاجتماعية).
لا تقتصر السمات والسلوكيات الذكورية على الذكور وحسب. يُسمى من يمتلك خصائص ذكورية وأنثوية بالزنمردة. اعتقدت بعض الفيلسوفات النسويات أن الغموض الجندري قادر على طمس التصنيف الجندري.

## نبذة تاريخية
يختلف مفهوم الذكورة باختلاف الفترات التاريخية والثقافية. ترى ريوين كونيل ضرورةَ في مناقشة «الذكوريات» وليس «الذكورة»، نظرًا لاختلاف هذا المفهوم باختلاف الزمان والمكان.

### العصور القديمة
يعود تاريخ الأدب القديم إلى حوالي عام 3000 قبل الميلاد، إذ تضمن توقعات صريحة لتصرفات الرجال على هيئة قوانين ومُثل ذكورية ضمنية في أساطير الآلهة والأبطال. تنص شريعة حمورابي (نحو عام 1750 قبل الميلاد):
- المادة 3: «إذا أدلى شخص بشهادة كاذبة في دعوى ما، ولم يثبت صحة الكلمات التي نطقها، يُعدم هذا الشخص إن كانت تلك الدعوى تتعلق بجريمة كبرى».
- المادة 128: «إذا تزوج سيد امرأة ولم يمارس معها الجنس، فإن هذه المرأة ليست زوجته».[20]

يذكر الكتاب المقدس اليهودي (التناخ) لعام 1000 قبل الميلاد أنه عندما شارف داود ملك إسرائيل على الموت، قال لابنه سليمان: «أنا ذاهب في طريق الأرض كلها. فتشدد وكن رجلًا».

كتب تاسيتس في كتابه جرمانيا (98 ميلادي) عن قتال الرجال من القبائل الجرمانية في إحدى المعارك لحماية نسائهم من الأسر.
«تظهر السجلات أن الجيوش المتخبطة التي على وشك الانهيار قد حُشدت على أيدي النساء، اللاتي دافعن ببسالة جنبًا إلى جنب مع رجالهن، وتقدّمن بصدورهن العارية، وأقنعن رجالهن باقتراب الاستعباد – وهو المصير الذي يخشى الرجال الجرمانيون من حدوثه مع نسائهم أكثر مما يخشون حدوثه مع أنفسهم». – تاسيتس (جرمانيا).
وصف تاسيتس المحارب الجرماني أرمينيوس بطلًا ذكوريًا في حكاياته عن ألمانيا القديمة، إذ بلغت طبيعته العنيفة ذروتها عند اختطاف الجنرال الروماني جرمانيكوس لزوجته الحبيبة توسنيلدا. غضب أرومينيوس وطالب بشن الحرب ضد الإمبراطورية الرومانية.

### العصور الوسطى والعصر الفيكتوري
يصف جيفري ريتشاردز «ذكورة العصور الوسطى الأوروبية باعتبارها مسيحيةً وشهمةً». صور التاريخ الأدبي هؤلاء الرجال ووصفهم بالشجاعة واحترام نساء جميع الطبقات والكرم. يعتقد ديفيد روزين أن وجهة النظر التقليدية التي يتبناها بعض الباحثين (مثل جون رونالد تولكين) حول بيوولف ومفهوم البطولة في العصور الوسطى لا تأخذ بعين الاعتبار أوجه التشابه بين بيوولف والوحش غريندل. تتجسد الذكورة الموصوفة في بيوولف في «انتزاع الرجال من نسائهم ورجالهم وعواطفهم وأسرهم».
خضع مفهوم الذكورة المرتبط بالبطولة التقليدية إلى تحول جذري في العصر الفيكتوري. كتب الفيلسوف الأسكتلندي توماس كارلايل في عام 1831: «لقد عفا الدهر على النموذج القديم للرجولة، ومايزال النموذج الجديد مجهولًا، إذ نحاول إدراكه دون جدوى، أحدنا يتمسك بهذا السراب بينما يتشبث آخر بذاك؛ الفرتري، البايروني، وحتى البروميلي، لكل منها يوم».
أصبحت الملاكمة مهنةً قائمةً في حد ذاتها في أمريكا وأوروبا خلال القرن التاسع عشر، إذ جسدت الملاكمة الجوانب الجسدية والتصادمية للذكورة. اعتُبرت الملاكمة بالأيدي العارية «فنًا رجوليًا» في أمريكا خلال القرن التاسع عشر.

### منذ القرن العشرين وحتى الآن
تكونت الأسرة النموذجية في بداية القرن العشرين من الأب المعيل والأم ربة المنزل. ازدادت مشاركة المرأة في القوى العاملة المأجورة وارتفعت مساهمتها في دخل الأسرة، لكن بقيت هوية الرجل متمحورة حول حياته العملية، ولا سيما مساهمته الاقتصادية. أكمل المنظر الاجتماعي إرفنغ غوفمان عمله البارز حول التحكم بوصمة العار في عام 1963، إذ طرح قائمةً بالسمات الذكورية المؤكدة للرجال الأمريكيين:
لا يوجد سوى رجل واحد كامل بكل معنى الكلمة في أمريكا: شاب، متزوج، أبيض، حضري، شمالي، بروتستانتي، ذو ميول جنسية غيرية، مكمل تعليمه الجامعي، ذو وظيفة بدوام كامل، صاحب بشرة ووزن وطول جيدين، وذو سجل رياضي حديث.
أكد آر. غولد في عام 1974 على أهمية دور المعيل بالنسبة لهوية الرجل البالغ، إذ قيست الذكورة في معظم الأحيان بحجم مساهمة الرجل الاقتصادية في الأسرة. تصبح الذكورة مضمونةً عند إنكار الرجل لأي مظهر من مظاهر النعومة أو العاطفة أو الأنوثة أو أي سمة أخرى مرتبطة بالمرأة. تتمثل البنية الذكورية الأكثر قيمةً في الجزء الأخير من القرن العشرين وأوائل القرن الحادي والعشرين في الرجل المستقل، والمعتد بنفسه على الصعيد الجنسي، والرياضي، وغيرها من العلامات المعيارية الأخرى للرجولة.
تشير بعض الأدلة إلى خضوع مفهوم الذكورة لبعض التغييرات في المشهد الاجتماعي المعاصر. تشتمل السمات الذكورية الحالية على رغبة الرجل بتحدي الصور النمطية. أظهرت إحدى الدراسات في عام 2008 تفضيل العديد من الرجال -بغض النظر عن عمرهم أو جنسيتهم- للصحة الجيدة والحياة الأسرية المتناغمة والعلاقة الجيدة مع الشريك على الجاذبية الجنسية والنجاح مع النساء.

## النمو

### الطبيعة ضد التنشئة
ناقش الباحثون مدى ارتباط الهوية الجندرية والسلوكيات المحددة جندريًا بالتنشئة الاجتماعية من جهة والعوامل البيولوجية من جهة أخرى. يؤمن الباحثون بوجود تفاعل متبادل بين التأثيرات الاجتماعية والبيولوجية أثناء عملية النمو. قدمت الدراسات التي بحثت في مسألة التعرض للأندروجين قبل الولادة بعض الأدلة التي تثبت الطبيعة البيولوجية الجزئية للأنوثة والذكورة. تشمل التأثيرات البيولوجية المحتملة الأخرى كل من التطور والوراثة والتخلق والهرمونات (سواء خلال مرحلة النمو أو في مرحلة البلوغ). يرى الباحثون في العوامل الاجتماعية سببًا لتضاعف الاختلافات الفطرية بين الجنسين وتزايدها.

### البنية الاجتماعية للذكورة
تُعتبر مسألة تمتع المرء بسمات غير متماهية مع الجندر الخاص به مشكلةً اجتماعيةً في العديد من الثقافات. يُعرف هذا الوسم في علم الاجتماع باسم الافتراضات الجندرية، التي تهدف إلى تلبية أعراف المجتمع بوصفها جزء من التنشئة الاجتماعية. قد يُعتبر السلوك غير النموذجي مؤشرًا على المثلية الجنسية، على الرغم من القبول الواسع للاختلافات بين التعبير الجندري والهوية الجندرية والتوجه الجنسي. تُفسر المثلية الجنسية لدى الذكور على أنها تخنث عندما تُعرّف الجنسانية وفقًا لاختيار الشيء (كما هو الحال في الدراسات الأولى في علم الجنس). يُمكن وصف الذكورة المفرطة المنبوذة اجتماعيًا من خلال مصطلح «فحولة» أو باستخدام مصطلحات مستحدثة مثل «تسمم توستوستيروني».